# Burg Kunětická Hora

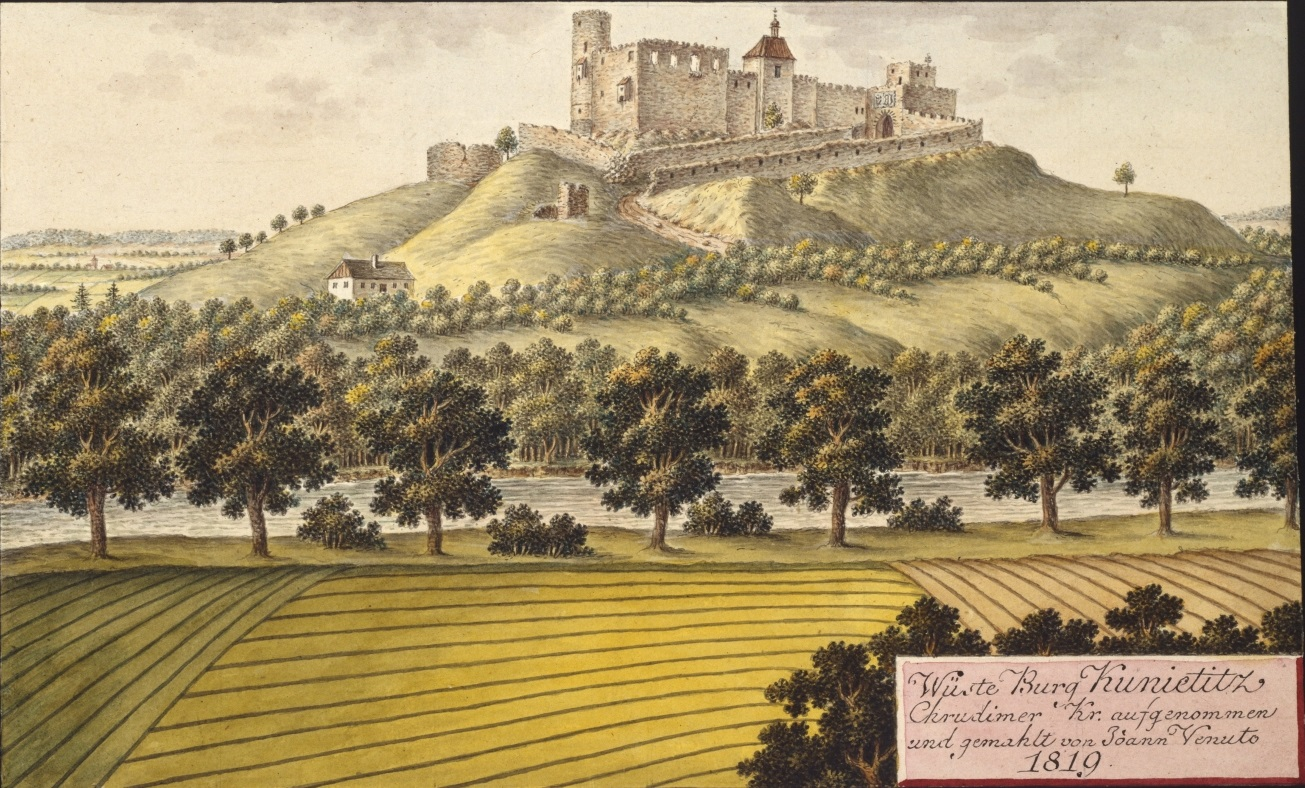
Wüste Burg Kunietitz, gemalt von Johann Venuto (1819)

Die Burg Kunětická Hora (deutsch Kunburg, Kuneberg, auch Burg Kunietitz) befindet sich auf dem Gipfel der Kunětická hora (Kunietitzer Berg) in der Gemeinde Ráby im Okres Pardubice, Tschechien.

## Geschichte
Nach der Kronyka Czeská des Václav Hájek von Libočan soll Kunak, ein Vetter Herzogs Křesomysl, mit seiner Frau Zdislawa im Jahre 838 auf der Suche nach einem Platz für einen neuen Herrensitz unterhalb des Berges einen geräumigen Hof angelegt haben. Im Jahr darauf soll er auf dem Berg eine hölzerne Burg Kunakowa Hora errichtet haben. Viele Jahre später entstand bei dem Kunaken-Hof das Dorf Kunaticze, die Leute nannten die Burg danach nach dem Dorf.
Nach weiteren Überlieferungen soll im 13. Jahrhundert auf dem Berg eine Burg des Templerordens gestanden sein, die 1307 bei der Auflösung des Ordens an die Böhmische Kammer gefallen ist. Archäologische Untersuchungen ergaben, dass spätestens seit der 
zweiten Hälfte des 14. Jahrhunderts auf dem Berg ein relativ großer Burgkomplex mit zwei Türmen und einem Palas sowie einer ausgedehnten Vorburg bestanden hat. Da aus dieser Zeit nur indirekte Erwähnungen existieren, sind auch die Besitzverhältnisse sowie der Zeitpunkt des Übergangs der verlassenen Burg an das Benediktinerklosters Opatowitz unbekannt. Die in älteren Schriften enthaltenen Angaben, wonach die Herren von Pardubitz zu Zeiten Karls IV. die Burg erworben haben und das Prädikat von Kuneburg bzw. von Kunburg geführt haben sollen, beruht offensichtlich auf Verwechslungen; bei dem in diesem Zusammenhang aufgeführten "Albrecht von Kuneburg aus dem Hause Pardubitz", der 1377 die Feste Blatník mit Zubehör an das Kloster Opatowitz verkaufte, handelt es sich um Albrecht von Cimburg.
Urkundliche Nachweise stammen erst aus der ersten Hälfte des 15. Jahrhunderts. 1421 besetzte der hussitische Hauptmann Diviš Bořek von Miletínek die Ruine und baute sie zu seinem Sitz aus. Die 1423 fertiggestellte Kunburg wurde ab 1436 zum Zentrum einer bedeutenden ostböhmischen Herrschaft, als Diviš Bořek die Burg und einen großen Teil der ehemaligen Klosterdörfer landtäflig zugeschrieben bekam. Zum Ende des 15. Jahrhunderts erwarb Wilhelm von Pernstein die Herrschaften Pardubitz und Kunburg und vereinigte sie. 1499 ließ er die Burg umgestalten. Am 21. März 1560 veräußerte Jaroslav von Pernstein die  Herrschaft Pardubitz mit Kunburg an König Ferdinand I. Dessen Nachfolger Maximilian II. übertrug die Verwaltung der königlichen Herrschaften der Hofkammer. Im Dreißigjährigen Krieg wurde die Burg 1645 von den Schweden eingenommen und verwüstet. 1681 wird sie als aufgelassen erwähnt. Die Steinbrüche der Stadt Königgrätz an den Hängen des Burgberges führten zu weiteren Zerstörungen.
Während seines Besuches am 9. Mai 1820 sicherte Kaiser Franz I. eine Wiederherstellung der verfallenen Burg zu, ohne dass jedoch etwas geschah. Kaiser Franz Joseph I. verpfändete die k. k. Kameralherrschaft Pardubitz im Jahre 1855 als Staatsschuldverschreibung an die Oesterreichische Nationalbank, die die Herrschaft am 25. Juni 1863 an die k. k. privilegierte Österreichische Credit-Anstalt für Handel und Gewerbe verkaufte. 1866 erwarb der Großindustrielle Heinrich Drasche die Herrschaft. Am 18. Juni 1881 kaufte Richard von Drasche-Wartinberg für 2.080.000 Gulden die Grundherrschaften Pardubitz und Kunětická Hora aus der väterlichen Erbmasse. Die offiziellen Verhandlungen mit dem Kaiserhaus wegen der 1820 getätigten Zusage zogen sich noch bis 1895 hin, danach wurden sie ergebnislos eingestellt.
Nach Plänen von Dušan Jurkovič wurde die Burg zu Beginn des 20. Jahrhunderts im Auftrag des Pardubitzer Museumsvereins rekonstruiert. Richard von Drasche-Wartinberg, ein Förderer des Vereins, verpachtete diesem die Burg am 1. Oktober 1917. Im Zuge der Ersten Bodenreform übertrug er die Burg 1920 in das Eigentum des Vereins. Zu Beginn der 1950er Jahre wurde die Burg verstaatlicht und unter die Rechtsträgerschaft des Bezirksdenkmalsausschusses Pardubice gestellt. 1983 erfolgte eine Restaurierung der Burg, mit der umfangreiche archäologische Ausgrabungen einhergingen. 1997 ging die Burg ins Eigentum des Regionalen Zentrums für Denkmalpflege über, inzwischen untersteht sie dem Kulturministerium, Denkmalamt Pardubice. Zum 1. Januar 2002 wurde die Burg Kunětická Hora zum Nationalen Kulturdenkmal Tschechiens erklärt.